# 义州 (辽朝)
义州，辽朝时设置的州。
渤海王国置义州。为铁利府所统六州之一。辽灭渤海后，义州大部分百姓被迁今内蒙古自治区翁牛特旗东之西拉木伦河旁，故城在阿鲁科尔沁旗东南44里白城子村古城址。重熙元年（1032年）降义州为义丰县，后又更名富义县，隶属于上京道庆州。